# Municipio de Vienna (Minnesota)
El municipio de Vienna (en inglés: Vienna Township) es un municipio ubicado en el condado de Rock en el estado estadounidense de Minnesota. En el año 2010 tenía una población de 156 habitantes y una densidad poblacional de 1,72 personas por km².

## Geografía
El municipio de Vienna se encuentra ubicado en las coordenadas 43°42′49″N 96°7′22″O / 43.71361, -96.12278. Según la Oficina del Censo de los Estados Unidos, el municipio tiene una superficie total de 90.58 km², de la cual 90,58 km² corresponden a tierra firme y (0 %) 0 km² es agua.

## Demografía
Según el censo de 2010, había 156 personas residiendo en el municipio de Vienna. La densidad de población era de 1,72 hab./km². De los 156 habitantes, el municipio de Vienna estaba compuesto por el 100 % blancos. Del total de la población el 0 % eran hispanos o latinos de cualquier raza.